# CB Bilbao Berri
Club Baloncesto Bilbao Berri, S.A.D. je španjolski košarkaški klub iz Bilbaa. Trenutačno nastupa u ACB ligi.

## Vanjske poveznice
- Službena stranica